# Torneo Apertura 2012 (Colombia)
El Torneo Apertura 2012 fue la septuagésima quinta (75a.) edición de la Categoría Primera A de fútbol profesional colombiano, siendo el primer torneo de la temporada 2012. Comenzó a disputarse el 29 de enero y terminó el 15 de julio de 2012.
Santa Fe consiguió su séptimo título luego de 37 años, una larga espera que también terminaría con la sequía de títulos por parte de equipos bogotanos de 24 años; así mismo lograría ser el primer equipo capitalino que gana un título desde que existen las temporadas cortas. 

## Novedades

### Sistema de juego

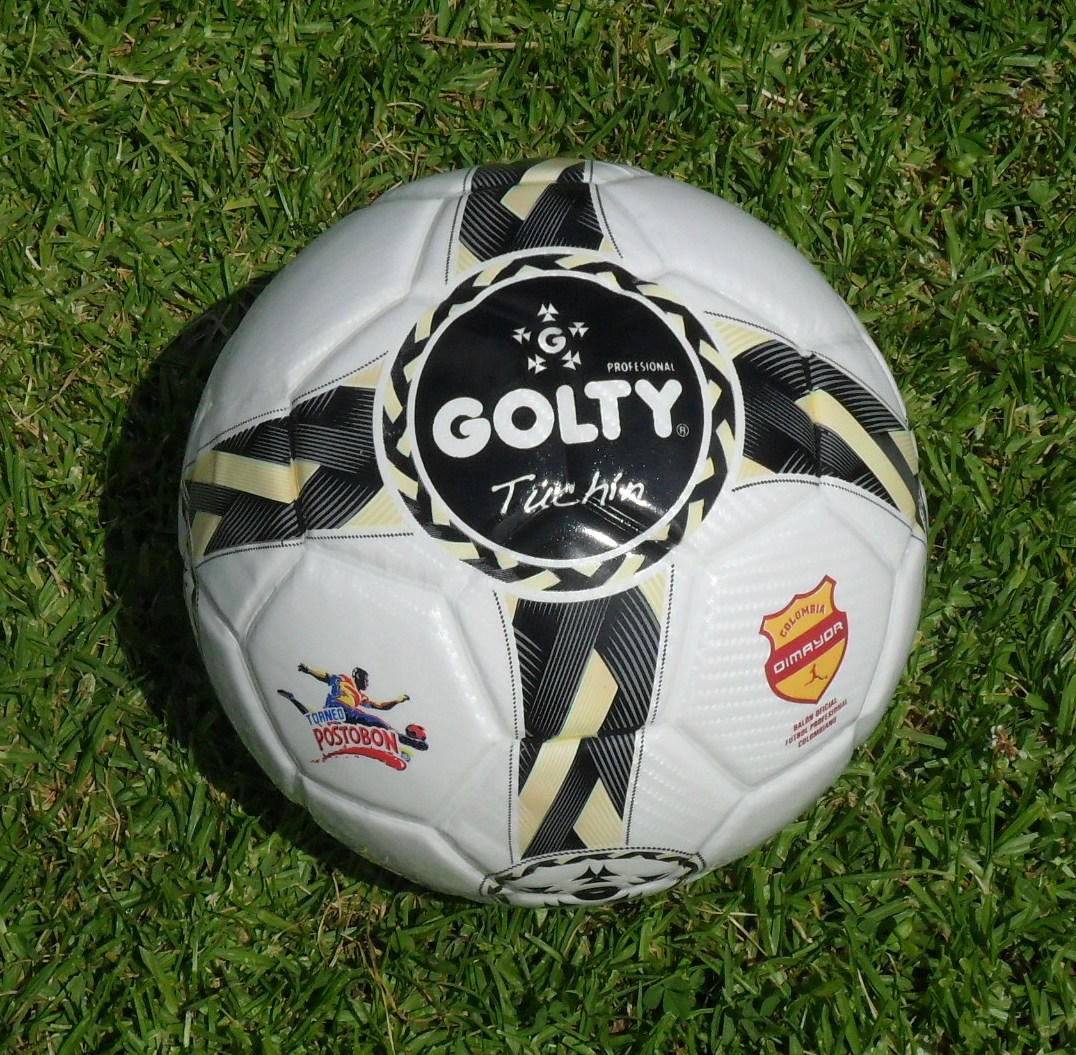
Tuchín, el balón oficial del fútbol colombiano en 2012.

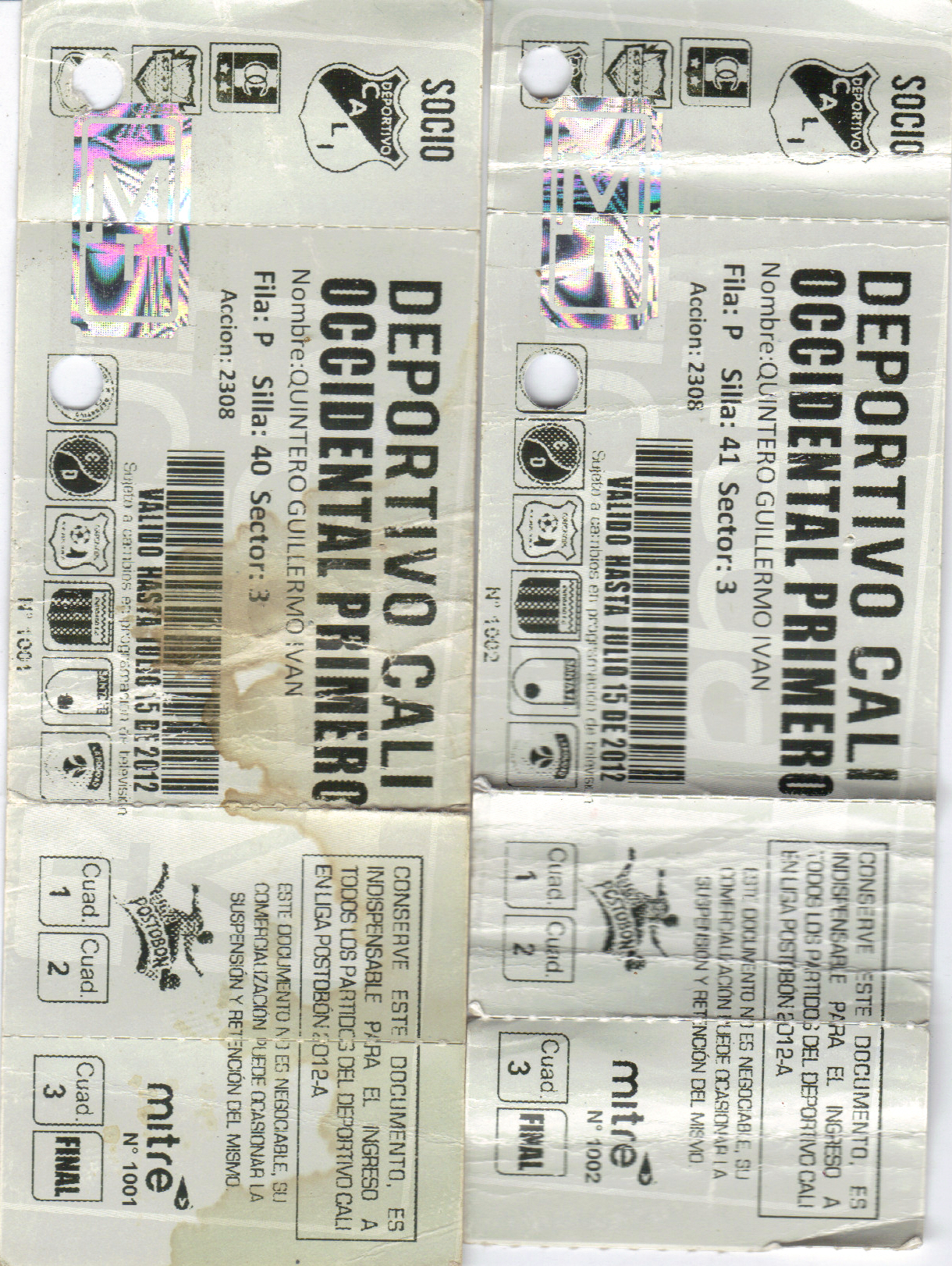
Entradas a los partidos de local del Deportivo Cali en el Torneo Apertura 2012.

Contrario a lo sucedido en los torneos de 2010 y 2011, el campeonato de la Primera A colombiana regresa al 'formato tradicional', adoptado por última vez entre el Torneo Apertura 2003 y el Torneo Finalización 2009. En la primera etapa se jugarán 18 fechas bajo el sistema de todos contra todos, al término de los cuales los ocho primeros clasificados avanzan a los cuadrangulares semifinales. Allí los ocho equipos se dividen en dos grupos definidos por sorteo. Los ganadores de cada grupo se enfrentan en junio para decidir al campeón del torneo, que obtendrá el primer título del año y un cupo en la fase de grupos de la Copa Libertadores 2013.

### Derechos de televisión
La Dimayor quitó la exclusividad para hacer las transmisiones en vivo del fútbol colombiano. Para el período de 2012-2018 se han adjudicado los derechos de televisión abierta a RCN Televisión nuevamente, RCN presentó una mejor oferta que su principal competidor Caracol Televisión. Para la televisión cerrada los cableoperadores por suscripción DirecTV y SuperCable adquirieron también por cinco años los derechos de televisión, junto a la Cooperativa Multiactiva de Televisión Comunitaria (Comutv). Al no ser exclusivos los derechos de televisión entraron en la negociación Telefónica Telecom y los antiguos operadores Telmex y Une, sin llegar a un acuerdo económico.
En el mes de mayo la Dimayor anuncia la alianza entre las empresas RCN Televisión y DirecTV para hacer un nuevo canal de deportes con el fútbol colombiano como principal producto, cambiando el esquema que se venía llevando. El valor de la compra de la totalidad de los derechos del fútbol colombiano fue de 35 millones de dólares, unos 75.000.000.000 COP anuales. Además anunció la transmisión de dos partidos por fecha en la señal abierta de RCN Televisión.

## Equipos participantes

### Relevo anual de clubes
| Ascendidos a la Primera A                    |
| -------------------------------------------- |
| Deportivo Pasto (Campeón de la Primera B )   |
| Patriotas (Ganador de la serie de promoción) |

| Descendidos a la Primera B                          |
| --------------------------------------------------- |
| Deportivo Pereira (Peor promedio acumulado)         |
| América de Cali (Perdedor de la serie de promoción) |

### Datos de los clubes
| Equipo                 | Entrenador             | Departamento       | Ciudad       | Estadio                        | Aforo  |
| ---------------------- | ---------------------- | ------------------ | ------------ | ------------------------------ | ------ |
| Atlético Huila         | Néstor Otero           | Huila              | Neiva        | Guillermo Plazas Alcid         | 27.000 |
| Atlético Nacional      | Juan Carlos Osorio     | Antioquia          | Medellín     | Atanasio Girardot              | 45.943 |
| Boyacá Chicó           | Alberto Gamero         | Boyacá             | Tunja        | La Independencia               | 20.000 |
| Cúcuta Deportivo       | Óscar Quintabani       | Norte de Santander | Cúcuta       | General Santander              | 46.500 |
| Deportes Quindío       | Fernando Castro        | Quindío            | Armenia      | Centenario                     | 20.716 |
| Deportes Tolima        | Jorge Luis Bernal      | Tolima             | Ibagué       | Manuel Murillo Toro            | 31.000 |
| Deportivo Cali         | Julio Avelino Comesaña | Valle del Cauca    | Cali         | Olímpico Pascual Guerrero      | 33.130 |
| Deportivo Pasto        | Flabio Torres          | Nariño             | Pasto        | Departamental Libertad         | 27.380 |
| Envigado F. C.         | Pedro Sarmiento        | Antioquia          | Envigado     | Polideportivo Sur              | 14.000 |
| Independiente Medellín | Hernán Darío Gómez     | Antioquia          | Medellín     | Atanasio Girardot              | 45.943 |
| Itagüí Ditaires        | Leonel Álvarez         | Antioquia          | Itagüí       | Metropolitano Ciudad de Itagüí | 12.000 |
| Junior                 | José Hernández         | Atlántico          | Barranquilla | Metropolitano Roberto Meléndez | 46.788 |
| La Equidad             | Alexis García          | Bogotá, D. C.      | Bogotá       | Metropolitano de Techo         | 7.800  |
| Millonarios            | Richard Páez           | Bogotá, D. C.      | Bogotá       | Nemesio Camacho El Campín      | 36.343 |
| Once Caldas            | Eduardo Cruz           | Caldas             | Manizales    | Palogrande                     | 28.678 |
| Patriotas              | Miguel Augusto Prince  | Boyacá             | Tunja        | La Independencia               | 20.000 |
| Real Cartagena         | Germán González        | Bolívar            | Cartagena    | Olímpico Jaime Morón León      | 16.068 |
| Santa Fe               | Wilson Gutiérrez       | Bogotá, D. C.      | Bogotá       | Nemesio Camacho El Campín      | 36.343 |

### Cambios de entrenadores

#### Pretemporada
| Club             | Entrenador saliente   | Fecha de salida         | Reemplazado por   | Fecha de llegada        |
| ---------------- | --------------------- | ----------------------- | ----------------- | ----------------------- |
| Deportes Tolima  | Hernán Torres         | 28 de noviembre de 2011 | Jorge Luis Bernal | 17 de diciembre de 2011 |
| Itagüí Ditaires  | Álvaro de Jesús Gómez | 13 de diciembre de 2011 | Hernán Torres     | 4 de enero de 2012      |
| Cúcuta Deportivo | Jaime de la Pava      | 14 de diciembre de 2011 | Juan Carlos Díaz  | 19 de diciembre de 2011 |

#### Temporada
| Club                   | Entrenador saliente | Fecha de salida       | Reemplazado por         | Fecha de llegada      |
| ---------------------- | ------------------- | --------------------- | ----------------------- | --------------------- |
| Independiente Medellín | Guillermo Berrío    | 13 de febrero de 2012 | Hernán Darío Gómez      | 14 de febrero de 2012 |
| Deportivo Cali         | Rubén Darío Insúa   | 4 de marzo de 2012    | Julio Avelino Comesaña  | 6 de marzo de 2012    |
| Cúcuta Deportivo       | Juan Carlos Díaz    | 18 de marzo de 2012   | Oscar Héctor Quintabani | 19 de marzo de 2012   |
| Once Caldas            | Pompilio Páez       | 2 de abril de 2012    | Eduardo Cruz (E)        | 3 de abril de 2012    |
| Atlético Nacional      | Santiago Escobar    | 30 de abril de 2012   | Juan Carlos Osorio      | 9 de mayo de 2012     |

## Todos contra todos

### Clasificación de los equipos
| Pos | Equipo                 | Pts | PJ | G  | E | P  | GF | GC | Dif |
| --- | ---------------------- | --- | -- | -- | - | -- | -- | -- | --- |
| 1.  | Deportes Tolima        | 36  | 18 | 10 | 6 | 2  | 28 | 16 | 12  |
| 2.  | Independiente Santa Fe | 29  | 18 | 7  | 8 | 3  | 29 | 19 | 10  |
| 3.  | Itagüí                 | 29  | 18 | 8  | 5 | 5  | 25 | 18 | 7   |
| 4.  | Atlético Huila         | 29  | 18 | 8  | 5 | 5  | 23 | 17 | 6   |
| 5.  | La Equidad             | 28  | 18 | 7  | 7 | 4  | 19 | 16 | 3   |
| 6.  | Deportivo Pasto        | 27  | 18 | 6  | 9 | 3  | 24 | 18 | 6   |
| 7.  | Boyacá Chicó           | 27  | 18 | 7  | 6 | 5  | 26 | 22 | 4   |
| 8.  | Deportivo Cali         | 27  | 18 | 7  | 6 | 5  | 19 | 18 | 1   |
| 9.  | Patriotas              | 27  | 18 | 7  | 6 | 5  | 13 | 17 | -4  |
| 10. | Atlético Junior        | 25  | 18 | 7  | 4 | 7  | 28 | 24 | 4   |
| 11. | Envigado F. C.         | 23  | 18 | 5  | 8 | 5  | 23 | 24 | -1  |
| 12. | Atlético Nacional      | 22  | 18 | 6  | 4 | 8  | 25 | 20 | 5   |
| 13. | Millonarios            | 20  | 18 | 4  | 8 | 6  | 22 | 23 | -1  |
| 14. | Real Cartagena         | 20  | 18 | 4  | 8 | 6  | 22 | 31 | -9  |
| 15. | Deportes Quindío       | 18  | 18 | 3  | 9 | 6  | 20 | 29 | -9  |
| 16. | Independiente Medellín | 17  | 18 | 4  | 5 | 9  | 17 | 24 | -7  |
| 17. | Once Caldas            | 14  | 18 | 2  | 8 | 8  | 22 | 26 | -4  |
| 18. | Cúcuta Deportivo       | 11  | 18 | 3  | 2 | 13 | 12 | 35 | -23 |

 Pts=Puntos; PJ=Partidos jugados; G=Partidos ganados; E=Partidos empatados; P=Partidos perdidos; GF=Goles a favor; GC=Goles en contra; Dif=Diferencia de gol
|  | Clasificados a los cuadrangulares semifinales. |
|  | Eliminados.                                    |

#### Evolución de la clasificación
| Equipo / Jornada  | 01 | 02 | 03 | 04 | 05 | 06 | 07 | 08 | 09 | 10 | 11 | 12 | 13 | 14 | 15 | 16 | 17 | 18 |
| ----------------- | -- | -- | -- | -- | -- | -- | -- | -- | -- | -- | -- | -- | -- | -- | -- | -- | -- | -- |
| Deportes Tolima   | 2  | 1  | 3  | 4  | 3  | 2  | 2  | 2  | 2  | 2  | 1  | 1  | 1  | 1  | 1  | 1  | 1  | 1  |
| Santa Fe          | 11 | 14 | 9  | 8  | 9  | 11 | 9  | 12 | 8  | 5  | 4  | 2  | 2  | 3  | 3  | 4  | 2  | 2  |
| Itagüí            | 13 | 4  | 8  | 2  | 1  | 4  | 5  | 4  | 3  | 4  | 5  | 5  | 6  | 5  | 5  | 5  | 5  | 3  |
| Atlético Huila    | 3  | 2  | 1  | 3  | 2  | 1  | 1  | 1  | 1  | 1  | 2  | 3  | 3  | 2  | 2  | 2  | 3  | 4  |
| La Equidad        | 15 | 13 | 15 | 15 | 8  | 10 | 4  | 5  | 4  | 3  | 3  | 4  | 4  | 4  | 4  | 3  | 4  | 5  |
| Deportivo Pasto   | 14 | 11 | 11 | 6  | 6  | 6  | 10 | 7  | 10 | 7  | 6  | 6  | 5  | 8  | 6  | 6  | 6  | 6  |
| Boyacá Chicó      | 16 | 18 | 18 | 14 | 13 | 9  | 8  | 14 | 16 | 16 | 15 | 14 | 11 | 6  | 9  | 7  | 8  | 7  |
| Deportivo Cali    | 18 | 7  | 10 | 13 | 15 | 14 | 14 | 15 | 11 | 9  | 7  | 7  | 7  | 7  | 10 | 8  | 9  | 8  |
| Patriotas         | 17 | 6  | 4  | 5  | 6  | 8  | 6  | 6  | 5  | 6  | 8  | 11 | 9  | 10 | 7  | 9  | 10 | 9  |
| Junior            | 13 | 17 | 13 | 12 | 12 | 7  | 11 | 8  | 6  | 8  | 11 | 8  | 10 | 11 | 8  | 10 | 7  | 10 |
| Envigado F. C.    | 7  | 8  | 5  | 7  | 5  | 3  | 3  | 3  | 7  | 10 | 9  | 9  | 8  | 9  | 12 | 12 | 13 | 11 |
| Atlético Nacional | 1  | 5  | 2  | 1  | 2  | 5  | 7  | 9  | 12 | 14 | 14 | 12 | 12 | 13 | 13 | 13 | 11 | 12 |
| Millonarios       | 8  | 10 | 7  | 9  | 10 | 12 | 12 | 10 | 13 | 13 | 10 | 10 | 13 | 12 | 11 | 11 | 12 | 13 |
| Real Cartagena    | 4  | 3  | 6  | 11 | 11 | 13 | 13 | 11 | 14 | 11 | 12 | 13 | 14 | 14 | 15 | 14 | 14 | 14 |
| Deportes Quindío  | 9  | 9  | 16 | 17 | 15 | 18 | 18 | 18 | 18 | 18 | 17 | 17 | 16 | 16 | 14 | 16 | 15 | 15 |
| Medellín          | 12 | 12 | 14 | 16 | 18 | 17 | 17 | 13 | 9  | 12 | 13 | 15 | 15 | 15 | 16 | 15 | 16 | 16 |
| Once Caldas       | 6  | 15 | 12 | 18 | 17 | 16 | 16 | 17 | 15 | 15 | 16 | 16 | 17 | 17 | 17 | 17 | 17 | 17 |
| Cúcuta Deportivo  | 5  | 16 | 17 | 12 | 16 | 15 | 15 | 16 | 17 | 17 | 18 | 18 | 18 | 18 | 18 | 18 | 18 | 18 |

### Resultados
- La hora de cada encuentro corresponde al huso horario que rige a Colombia (UTC-5)

Nota: Los horarios y partidos de televisión se definen la semana previa a cada jornada. El canal FPC es el medio de difusión por televisión paga en DirecTV, SuperCable y los canales comunitarios de ComuTV autorizados por la Dimayor.
| Patriotas   | 0 : 3 | Tolima         | La Independencia               | 27 de enero | 21:00 | FPC |
| Envigado    | 2 : 2 | Cúcuta         | Polideportivo Sur              | 28 de enero | 15:30 | FPC |
| Pasto       | 0 : 0 | Medellín       | La Libertad                    | 28 de enero | 17:45 | FPC |
| Once Caldas | 2 : 2 | Real Cartagena | Palogrande                     | 28 de enero | 20:00 | FPC |
| Junior      | 1 : 1 | Quindío        | Metropolitano Roberto Meléndez | 29 de enero | 15:30 | FPC |
| La Equidad  | 0 : 0 | Itagüí         | Metropolitano de Techo         | 29 de enero | 15:30 | No  |
| Huila       | 3 : 0 | Boyacá Chicó   | Guillermo Plazas Alcid         | 29 de enero | 15:30 | FPC |
| Santa Fe    | 1 : 1 | Millonarios    | El Campín                      | 29 de enero | 17:00 | RCN |
| Nacional    | 4 : 0 | Deportivo Cali | Atanasio Girardot              | 29 de enero | 17:45 | FPC |

| Cúcuta         | 0 : 1 | Patriotas   | General Santander   | 3 de febrero | 21:00 | FPC |
| Itagüí         | 1 : 0 | Nacional    | Ditaires            | 4 de febrero | 15:30 | FPC |
| Quindío        | 2 : 2 | Pasto       | Centenario          | 4 de febrero | 15:30 | FPC |
| Deportivo Cali | 2 : 1 | Once Caldas | Pascual Guerrero    | 4 de febrero | 17:45 | RCN |
| Millonarios    | 1 : 1 | Huila       | El Campín           | 4 de febrero | 20:00 | FPC |
| Real Cartagena | 2 : 1 | Junior      | Jaime Morón         | 5 de febrero | 15:00 | FPC |
| Boyacá Chicó   | 1 : 1 | La Equidad  | La Independencia    | 5 de febrero | 15:00 | FPC |
| Medellín       | 2 : 2 | Envigado    | Atanasio Girardot   | 5 de febrero | 15:00 | FPC |
| Tolima         | 2 : 1 | Santa Fe    | Manuel Murillo Toro | 5 de febrero | 17:00 | FPC |

| Nacional       | 4 : 0 | Boyacá Chicó   | Atanasio Girardot      | 10 de febrero | 21:00 | FPC    |
| Patriotas      | 2 : 1 | Medellín       | La Independencia       | 11 de febrero | 17:00 | FPC    |
| Huila          | 3 : 0 | Tolima         | Guillermo Plazas Alcid | 11 de febrero | 17:00 | FPC    |
| Santa Fe       | 2 : 0 | Cúcuta         | El Campín              | 11 de febrero | 18:30 | RCN TV |
| Real Cartagena | 2 : 2 | Deportivo Cali | Jaime Moron            | 11 de febrero | 19:15 | FPC    |
| Once Caldas    | 2 : 2 | Itagüí         | Palogrande             | 12 de febrero | 14:30 | FPC    |
| Pasto          | 1 : 1 | Junior         | Departamental Libertad | 12 de febrero | 14:30 | FPC    |
| Envigado       | 3 : 0 | Quindío        | Polideportivo Sur      | 12 de febrero | 14:30 | NO     |
| La Equidad     | 0 : 1 | Millonarios    | Metropolitano de Techo | 12 de febrero | 17:00 | FPC    |

| Junior       | 1 : 0 | Deportivo Cali | Metropolitano Roberto Melendez | 17 de febrero | 21:00 | FPC    |
| Boyacá Chicó | 1 : 0 | Once Caldas    | La Independencia               | 18 de febrero | 17:00 | FPC    |
| Tolima       | 1 : 1 | La Equidad     | Manuel Murillo Toro            | 18 de febrero | 17:00 | FPC    |
| Millonarios  | 2 : 3 | Nacional       | El Campín                      | 18 de febrero | 18:30 | RCN TV |
| Medellín     | 1 : 1 | Santa Fe       | Atanasio Girardot              | 18 de febrero | 19:15 | FPC    |
| Itagüí       | 3 : 1 | Real Cartagena | Ditaires                       | 19 de febrero | 15:00 | FPC    |
| Cúcuta       | 1 : 0 | Huila          | General Santander              | 19 de febrero | 15:00 | FPC    |
| Pasto        | 3 : 1 | Envigado       | Departamental Libertad         | 19 de febrero | 15:00 | NO     |
| Quindío      | 1 : 1 | Patriotas      | Centenario                     | 19 de febrero | 17:00 | FPC    |

| Real Cartagena | 0 : 0 | Boyacá Chicó | Jaime Morón            | 24 de febrero | 21:00 | FPC    |
| Patriotas      | 0 : 0 | Pasto        | La Independencia       | 25 de febrero | 17:00 | FPC    |
| Huila          | 1 : 0 | Medellín     | Guillermo Plazas Alcid | 25 de febrero | 17:00 | FPC    |
| La Equidad     | 4 : 1 | Cúcuta       | Metropolitano de Techo | 25 de febrero | 17:00 | No     |
| Once Caldas    | 0 : 0 | Millonarios  | Palogrande             | 25 de febrero | 18:30 | RCN TV |
| Nacional       | 0 : 1 | Tolima       | Atanasio Girardot      | 25 de febrero | 19:15 | FPC    |
| Deportivo Cali | 0 : 1 | Itagüí       | Pascual Guerrero       | 25 de febrero | 15:00 | FPC    |
| Envigado       | 2 : 1 | Junior       | Polideportivo Sur      | 25 de febrero | 15:00 | FPC    |
| Santa Fe       | 1 : 1 | Quindío      | El Campín              | 25 de febrero | 17:00 | FPC    |

| Junior       | 2 : 1 | Itagüí         | Metropolitano Roberto Melendez | 2 de marzo | 21:15 | FPC |
| Boyacá Chicó | 3 : 1 | Deportivo Cali | La Independencia               | 3 de marzo | 17:00 | FPC |
| Envigado     | 2 : 0 | Patriotas      | Polideportivo Sur              | 3 de marzo | 17:00 | FPC |
| Millonarios  | 1 : 1 | Real Cartagena | El Campín                      | 3 de marzo | 18:30 | RCN |
| Tolima       | 1 : 0 | Once Caldas    | Manuel Murillo Toro            | 3 de marzo | 19:15 | FPC |
| Cúcuta       | 1 : 0 | Nacional       | General Santander              | 4 de marzo | 15:00 | FPC |
| Quindío      | 0 : 2 | Huila          | Centenario                     | 4 de marzo | 15:00 | FPC |
| Pasto        | 1 : 1 | Santa Fe       | Libertad                       | 4 de marzo | 15:00 | No  |
| Medellín     | 0 : 1 | La Equidad     | Atanasio Girardot              | 4 de marzo | 17:00 | FPC |

| Once Caldas    | 4 : 0 | Cúcuta       | Palogrande             | 9 de marzo  | 20:30 | FPC |
| Huila          | 1 : 0 | Pasto        | Guillermo Plazas Alcid | 10 de marzo | 15:30 | FPC |
| La Equidad     | 2 : 1 | Quindío      | Metropolitano de techo | 10 de marzo | 15:30 | NO  |
| Itagüí         | 1 : 1 | Boyacá Chicó | Ditaires               | 10 de marzo | 15:30 | FPC |
| Deportivo Cali | 1 : 0 | Millonarios  | Pascual Guerrero       | 10 de marzo | 18:30 | RCN |
| Santa Fe       | 1 : 1 | Envigado     | El Campín              | 10 de marzo | 19:00 | FPC |
| Patriotas      | 2 : 1 | Junior       | La Independencia       | 11 de marzo | 15:00 | FPC |
| Real Cartagena | 1 : 3 | Tolima       | Jaime Morón            | 11 de marzo | 15:00 | FPC |
| Nacional       | 1 : 2 | Medellín     | Atanasio Girardot      | 11 de marzo | 17:00 | FPC |

| Junior      | 3 : 1 | Boyacá Chicó   | Metropolitano Roberto Melendez | 16 de marzo | 20:45 | FPC    |
| Cúcuta      | 0 : 1 | Real Cartagena | General Santander              | 17 de marzo | 17:00 | FPC    |
| Patriotas   | 0 : 0 | Santa Fe       | La independencia               | 17 de marzo | 17:00 | FPC    |
| Quindío     | 2 : 2 | Nacional       | Centenario                     | 17 de marzo | 18:30 | RCN TV |
| Medellín    | 2 : 1 | Once Caldas    | Atanasio Girardot              | 17 de marzo | 19:00 | FPC    |
| Pasto       | 3 : 1 | La Equidad     | Libertad                       | 18 de marzo | 15:00 | NO     |
| Envigado    | 1 : 1 | Huila          | Polideportivo Sur              | 18 de marzo | 15:00 | FPC    |
| Tolima      | 1 : 1 | Deportivo Cali | Manuel Murillo Toro            | 18 de marzo | 15:00 | FPC    |
| Millonarios | 1 : 0 | Itagüí         | El Campín                      | 18 de marzo | 17:00 | FPC    |

| Quindio        | 1 : 3 | Once Caldas    | Centenario                     | 23 de marzo | 21:30 | FPC    |
| Itagüí         | 4 : 2 | Envigado       | Ditaires                       | 24 de marzo | 15:30 | FPC    |
| Boyacá Chicó   | 0 : 1 | Patriotas      | La independencia               | 24 de marzo | 15:30 | FPC    |
| Millonarios    | 3 : 4 | Santa Fe       | El Campín                      | 24 de marzo | 18:30 | RCN TV |
| Deportivo Cali | 1 : 0 | Pasto          | Pascual Guerrero               | 24 de marzo | 19:30 | FPC    |
| Junior         | 3 : 1 | Real Cartagena | Metropolitano Roberto Melendez | 25 de marzo | 15:00 | FPC    |
| Tolima         | 1 : 1 | Huila          | Manuel Murrillo Toro           | 25 de marzo | 15:00 | FPC    |
| Cúcuta         | 0 : 1 | La Equidad     | General Santander              | 25 de marzo | 15:00 | NO     |
| Medellín       | 1 : 0 | Nacional       | Atanasio Girardot              | 25 de marzo | 17:00 | FPC    |

| Real Cartagena | 3 : 2 | Medellín    | Jaime Morón            | 30 de marzo | 21:15 | FPC |
| Huila          | 3 : 0 | Patriotas   | Guillermo Plazas Alcid | 31 de marzo | 17:00 | FPC |
| La Equidad     | 1 : 0 | Envigado    | Metropolitano de techo | 31 de marzo | 17:00 | FPC |
| Santa Fe       | 2 : 1 | Junior      | El Campín              | 31 de marzo | 18:30 | RCN |
| Deportivo Cali | 1 : 0 | Cúcuta      | Pascual Guerrero       | 31 de marzo | 19:00 | FPC |
| Once Caldas    | 0 : 0 | Quindio     | Palogrande             | 1 de abril  | 15:00 | FPC |
| Itaguí         | 2 : 3 | Tolima      | Ditaires               | 1 de abril  | 15:00 | NO  |
| Boyacá Chicó   | 1 : 1 | Millonarios | La Independencia       | 1 de abril  | 15:00 | FPC |
| Nacional       | 0 : 1 | Pasto       | Atanasio Girardot      | 1 de abril  | 17:00 | FPC |

| Quindío   | 3 : 2 | Real Cartagena | Centenario                     | 7 de abril | 17:00 | FPC |
| Pasto     | 4 : 1 | Once Caldas    | Libertad                       | 7 de abril | 17:00 | FPC |
| Envigado  | 0 : 0 | Nacional       | Polideportivo Sur              | 7 de abril | 18:30 | RCN |
| Tolima    | 2 : 2 | Boyacá Chicó   | Manuel Murillo Toro            | 7 de abril | 19:15 | FPC |
| Santa Fe  | 4 : 0 | Huila          | El Campín                      | 7 de abril | 19:15 | FPC |
| Junior    | 1 : 3 | Millonarios    | Metropolitano Roberto Melendez | 8 de abril | 15:00 | FPC |
| Cúcuta    | 0 : 1 | Itaguí         | General Santander              | 8 de abril | 15:00 | NO  |
| Patriotas | 0 : 2 | La Equidad     | La Independencia               | 8 de abril | 15:00 | FPC |
| Medellín  | 0 : 1 | Deportivo Cali | Atanasio Girardot              | 8 de abril | 17:00 | FPC |

| Deportivo Cali | 1 : 1 | Quindío   | Pascual Guerrero       | 13 de abril | 21:00 | FPC |
| Itagüí         | 1 : 1 | Medellín  | Metropolitano Ditaires | 14 de abril | 15:30 | FPC |
| Boyacá Chicó   | 5 : 2 | Cúcuta    | La Independencia       | 14 de abril | 15:30 | FPC |
| Huila          | 1 : 3 | Junior    | Guillermo Plazas Alcid | 14 de abril | 18:30 | RCN |
| Millonarios    | 1 : 1 | Tolima    | El Campín              | 14 de abril | 20:30 | FPC |
| La Equidad     | 0 : 1 | Santa Fe  | Metropolitano de Techo | 15 de abril | 15:00 | FPC |
| Once Caldas    | 1 : 1 | Envigado  | Palogrande             | 15 de abril | 15:00 | NO  |
| Real Cartagena | 1 : 1 | Pasto     | Jaime Moron            | 15 de abril | 15:00 | FPC |
| Nacional       | 1 : 0 | Patriotas | Atanasio Girardot      | 15 de abril | 17:00 | FPC |

| Huila     | 0 : 0 | La Equidad     | Guillermo Plazas Alcid         | 20 de abril | 21:45 | FPC |
| Envigado  | 1 : 0 | Real Cartagena | Polideportivo Sur              | 21 de abril | 17:00 | FPC |
| Patriotas | 1 : 0 | Once Caldas    | La Independencia               | 21 de abril | 17:00 | FPC |
| Junior    | 1 : 2 | Tolima         | Metropolitano Roberto Melendez | 21 de abril | 18:30 | RCN |
| Quíndio   | 2 : 1 | Itaguí         | Centenario                     | 21 de abril | 19:30 | FPC |
| Medellín  | 0 : 3 | Boyacá Chicó   | Atanasio Girardot              | 22 de abril | 15:00 | FPC |
| Pasto     | 1 : 1 | Deportivo Cali | Libertad                       | 22 de abril | 15:00 | NO  |
| Cúcuta    | 2 : 1 | Millonarios    | General Santader               | 22 de abril | 17:00 | FPC |
| Santa Fe  | 2 : 2 | Nacional       | El Campín                      | 25 de abril | 20:45 | FPC |

| La Equidad     | 0 : 0 | Junior    | Metropolitano de Techo | 27 de abril | 21:45 | FPC |
| Itagüí         | 3 : 0 | Pasto     | Metropolitano Ditaires | 28 de abril | 15:30 | FPC |
| Boyacá Chicó   | 2 : 0 | Quindío   | La Independencia       | 28 de abril | 15:30 | FPC |
| Millonarios    | 2 : 1 | Medellín  | El Campín              | 28 de abril | 18:30 | RCN |
| Nacional       | 1 : 2 | Huila     | Atanasio Girardot      | 28 de abril | 20:30 | FPC |
| Real Cartagena | 2 : 2 | Patriotas | Jaime Morón            | 29 de abril | 15:00 | NO  |
| Deportivo Cali | 1 : 1 | Envigado  | Pascual Guerrero       | 29 de abril | 15:00 | FPC |
| Tolima         | 3 : 0 | Cúcuta    | Manuel Murillo Toro    | 29 de abril | 15:00 | FPC |
| Once Caldas    | 2 : 2 | Santa Fe  | Palogrande             | 29 de abril | 17:00 | FPC |

| La Equidad | 3 : 2 | Nacional       | Metropolitano de Techo         | 4 de mayo | 20:45 | FPC |
| Envigado   | 1 : 2 | Itagüí         | Polideportivo Sur              | 5 de mayo | 16:30 | FPC |
| Patriotas  | 1 : 0 | Deportivo Cali | La Independencia               | 5 de mayo | 16:30 | FPC |
| Santa Fe   | 5 : 0 | Real Cartagena | El Campín                      | 5 de mayo | 18:30 | RCN |
| Huila      | 3 : 2 | Once Caldas    | Guillermo Plazas Alcid         | 5 de mayo | 20:30 | FPC |
| Pasto      | 2 : 0 | Boyacá Chicó   | Libertad                       | 6 de mayo | 15:00 | NO  |
| Junior     | 4 : 0 | Cúcuta         | Metropolitano Roberto Melendez | 6 de mayo | 15:00 | FPC |
| Medellín   | 0 : 1 | Tolima         | Atanasio Girardot              | 6 de mayo | 15:00 | FPC |
| Quíndio    | 2 : 2 | Millonarios    | Centenario                     | 6 de mayo | 17:00 | FPC |

| Once Caldas    | 1 : 1 | La Equidad      | Palogrande          | 11 de mayo | 20:45 | FPC |
| Itagüí         | 1 : 1 | Patriotas       | Ditaires            | 12 de mayo | 15:30 | FPC |
| Boyacá Chicó   | 4 : 1 | Envigado        | La Independencia    | 12 de mayo | 15:30 | FPC |
| Deportivo Cali | 2 : 0 | Santa Fe        | Pascual Guerrero    | 12 de mayo | 18:30 | RCN |
| Millonarios    | 1 : 2 | Deportivo Pasto | El Campín           | 12 de mayo | 21:00 | FPC |
| Real Cartagena | 1 : 0 | Huila           | Jaime Morón         | 13 de mayo | 15:00 | FPC |
| Tolima         | 2 : 0 | Quindío         | Manuel Murillo Toro | 13 de mayo | 15:00 | FPC |
| Cúcuta         | 1 : 2 | Medellín        | General Santander   | 13 de mayo | 15:00 | NO  |
| Nacional       | 3 : 1 | Junior          | Atanasio Girardot   | 13 de mayo | 17:00 | FPC |

| Quindío    | 1 : 0 | Cúcuta         | Centenario                     | 18 de mayo | 21:30 | FPC |
| Patriotas  | 0 : 0 | Boyacá Chicó   | La Independencia               | 19 de mayo | 16:00 | FPC |
| La Equidad | 1 : 1 | Real Cartagena | Metropolitano de Techo         | 19 de mayo | 16:00 | FPC |
| Pasto      | 1 : 1 | Tolima         | Libertad                       | 19 de mayo | 18:00 | RCN |
| Santa Fe   | 1 : 0 | Itagüí         | El Campín                      | 19 de mayo | 20:30 | FPC |
| Huila      | 1 : 1 | Deportivo Cali | Guillermo Plazas Alcid         | 20 de mayo | 15:00 | FPC |
| Nacional   | 1 : 0 | Once Caldas    | Atanasio Girardot              | 20 de mayo | 15:00 | FPC |
| Envigado   | 1 : 1 | Millonarios    | Polideportivo Sur              | 20 de mayo | 16:30 | RCN |
| Junior     | 1 : 0 | Medellín       | Metropolitano Roberto Melendez | 20 de mayo | 17:00 | FPC |

| Medellín       | 2 : 2 | Quindío    | Atanasio Girardot   | 26 de mayo | 16:00 | FPC |
| Tolima         | 0 : 1 | Envigado   | Manuel Murillo Toro | 26 de mayo | 18:45 | FPC |
| Once Caldas    | 2 : 2 | Junior     | Palogrande          | 27 de mayo | 15:30 | FPC |
| Real Cartagena | 1 : 1 | Nacional   | Jaime Morón         | 27 de mayo | 15:30 | FPC |
| Itagüí         | 1 : 0 | Huila      | Ditaires            | 27 de mayo | 15:30 | FPC |
| Boyacá Chicó   | 2 : 0 | Santa Fe   | La Independencia    | 27 de mayo | 15:30 | FPC |
| Millonarios    | 0 : 1 | Patriotas  | El Campín           | 27 de mayo | 15:30 | FPC |
| Cúcuta         | 2 : 2 | Pasto      | General Santander   | 27 de mayo | 15:30 | FPC |
| Deportivo Cali | 3 : 0 | La Equidad | Pascual Guerrero    | 27 de mayo | 15:30 | RCN |

## Cuadrangulares semifinales
- La hora de cada encuentro corresponde al huso horario que rige a Colombia (UTC-5)

La segunda fase del Torneo Apertura 2012 consistirá en los cuadrangulares semifinales. Estos los disputarán los ocho mejores equipos del torneo distribuidos en dos grupos de cuatro equipos. Los dos primeros de la fase todos contra todos, son cabeza de los grupos A y B, respectivamente, mientras que los seis restantes entrarán en sorteo entre sí según su posición para integrar los dos grupos. Los ganadores de cada grupo de los cuadrangulares se enfrentarán en la gran final para definir al campeón.
|  | Clasificado a la final. |
|  | Eliminados.             |

### Grupo A
| Pos | Equipo          | Pts | PJ | PG | PE | PP | GF | GC | Dif |
| --- | --------------- | --- | -- | -- | -- | -- | -- | -- | --- |
| 1.  | Deportivo Pasto | 11  | 6  | 3  | 2  | 1  | 7  | 6  | 1   |
| 2.  | Deportivo Cali  | 11  | 6  | 3  | 2  | 1  | 8  | 4  | 4   |
| 3.  | Deportes Tolima | 10  | 6  | 3  | 1  | 2  | 6  | 5  | 1   |
| 4.  | Atlético Huila  | 1   | 6  | 0  | 1  | 5  | 2  | 8  | -6  |

 Pts=Puntos; PJ=Partidos jugados; G=Partidos ganados; E=Partidos empatados; P=Partidos perdidos; GF=Goles a favor; GC=Goles en contra; DIF=Diferencia de gol
| Primera | Deportivo Pasto | 1 : 1 | Deportivo Cali  | Libertad               | 13 de junio | 19:15 | FPC |
| Primera | Atlético Huila  | 0 : 1 | Deportes Tolima | Guillermo Plazas Alcid | 13 de junio | 21:30 | FPC |
| Segunda | Deportivo Cali  | 2 : 1 | Huila           | Pascual Guerrero       | 16 de junio | 18:30 | RCN |
| Segunda | Tolima          | 0 : 1 | Pasto           | Manuel Murillo Toro    | 16 de junio | 20:45 | FPC |
| Tercera | Pasto           | 1 : 1 | Huila           | Libertad               | 24 de junio | 15:30 | FPC |
| Tercera | Deportivo Cali  | 1 : 1 | Tolima          | Pascual Guerrero       | 24 de junio | 17:00 | RCN |
| Cuarta  | Tolima          | 1 : 0 | Deportivo Cali  | Manuel Murillo Toro    | 30 de junio | 18:30 | RCN |
| Cuarta  | Huila           | 0 : 1 | Pasto           | Guillermo Plazas Alcid | 30 de junio | 20:00 | FPC |
| Quinta  | Pasto           | 3 : 1 | Tolima          | Libertad               | 4 de julio  | 19:30 | FPC |
| Quinta  | Huila           | 0 : 1 | Deportivo Cali  | Guillermo Plazas Alcid | 4 de julio  | 21:45 | FPC |
| Sexta   | Deportivo Cali  | 3 : 0 | Pasto           | Pascual Guerrero       | 8 de julio  | 17:00 | RCN |
| Sexta   | Tolima          | 2 : 0 | Huila           | Manuel Murillo Toro    | 8 de julio  | 17:00 | FPC |

### Grupo B
| Pos | Equipo                 | Pts | PJ | PG | PE | PP | GF | GC | Dif |
| --- | ---------------------- | --- | -- | -- | -- | -- | -- | -- | --- |
| 1.  | Independiente Santa Fe | 14  | 6  | 4  | 2  | 0  | 10 | 6  | 4   |
| 2.  | La Equidad             | 8   | 6  | 2  | 2  | 2  | 10 | 9  | 1   |
| 3.  | Boyacá Chicó           | 7   | 6  | 2  | 1  | 3  | 6  | 8  | -2  |
| 4.  | Itagüí                 | 4   | 6  | 1  | 1  | 4  | 4  | 7  | -3  |

 Pts=Puntos; PJ=Partidos jugados; G=Partidos ganados; E=Partidos empatados; P=Partidos perdidos; GF=Goles a favor; GC=Goles en contra; DIF=Diferencia de gol
| Primera | Itagüí       | 1 : 1 | La Equidad   | Ditaires               | 14 de junio | 15:15 | FPC |
| Primera | Santa Fe     | 1 : 0 | Boyacá Chicó | El Campín              | 14 de junio | 21:00 | FPC |
| Segunda | Boyacá Chicó | 0 : 1 | Itagüí       | La Independencia       | 17 de junio | 15:30 | FPC |
| Segunda | La Equidad   | 2 : 2 | Santa Fe     | Metropolitano de Techo | 17 de junio | 17:00 | RCN |
| Tercera | Itagüí       | 0 : 1 | Santa Fe     | Ditaires               | 23 de junio | 15:30 | FPC |
| Tercera | La Equidad   | 3 : 1 | Boyacá Chicó | Metropolitano de Techo | 23 de junio | 18:30 | RCN |
| Cuarta  | Boyacá Chicó | 2 : 1 | La Equidad   | La Independencia       | 1 de julio  | 15:30 | FPC |
| Cuarta  | Santa Fe     | 2 : 1 | Itagüí       | El Campín              | 1 de julio  | 17:00 | RCN |
| Quinta  | Santa Fe     | 2 : 1 | La Equidad   | El Campín              | 5 de julio  | 21:00 | FPC |
| Quinta  | Itagüí       | 0 : 1 | Boyacá Chicó | Ditaires               | 5 de julio  | 15:30 | FPC |
| Sexta   | La Equidad   | 2 : 1 | Itagüí       | Metropolitano de Techo | 8 de julio  | 14:45 | FPC |
| Sexta   | Boyacá Chicó | 2 : 2 | Santa Fe     | La Independencia       | 8 de julio  | 14:45 | RCN |

## Final
| 11 de julio de 2012, 21:00 | Deportivo Pasto | 1:1 (1:1) | Santa Fe     | Estadio Departamental Libertad, Pasto |                          |
|                            | Rendón 25'      | Reporte   | Quiñones 44' | Árbitro(s): Luis Sánchez              | Árbitro(s): Luis Sánchez |

| 15 de julio de 2012, 17:00 | Santa Fe   | 1:0 (0:0) | Deportivo Pasto | Estadio El Campín, Bogotá |                           |
|                            | Copete 70' | Reporte   |                 | Árbitro(s): Wilmar Roldán | Árbitro(s): Wilmar Roldán |

|                                           |
| Bandera de Colombia                       |
| Campeón Independiente Santa Fe 7.º título |

## Goleadores
| Jugador            | Equipo            | Goles |
| ------------------ | ----------------- | ----- |
| Robin Ramírez      | Deportes Tolima   | 13    |
| Humberto Osorio    | Millonarios       | 11    |
| Giovanni Hernández | Junior            | 11    |
| Efraín Viáfara     | Itagüí Ditaires   | 10    |
| Diego Cabrera      | Santa Fe          | 9     |
| Edwards Jiménez    | Deportivo Pasto   | 9     |
| Omar Pérez         | Santa Fe          | 9     |
| Milton Rodríguez   | Atlético Huila    | 9     |
| James Castro       | Boyacá Chicó      | 8     |
| Dorlan Pabón       | Atlético Nacional | 8     |